# Roland Duhamel

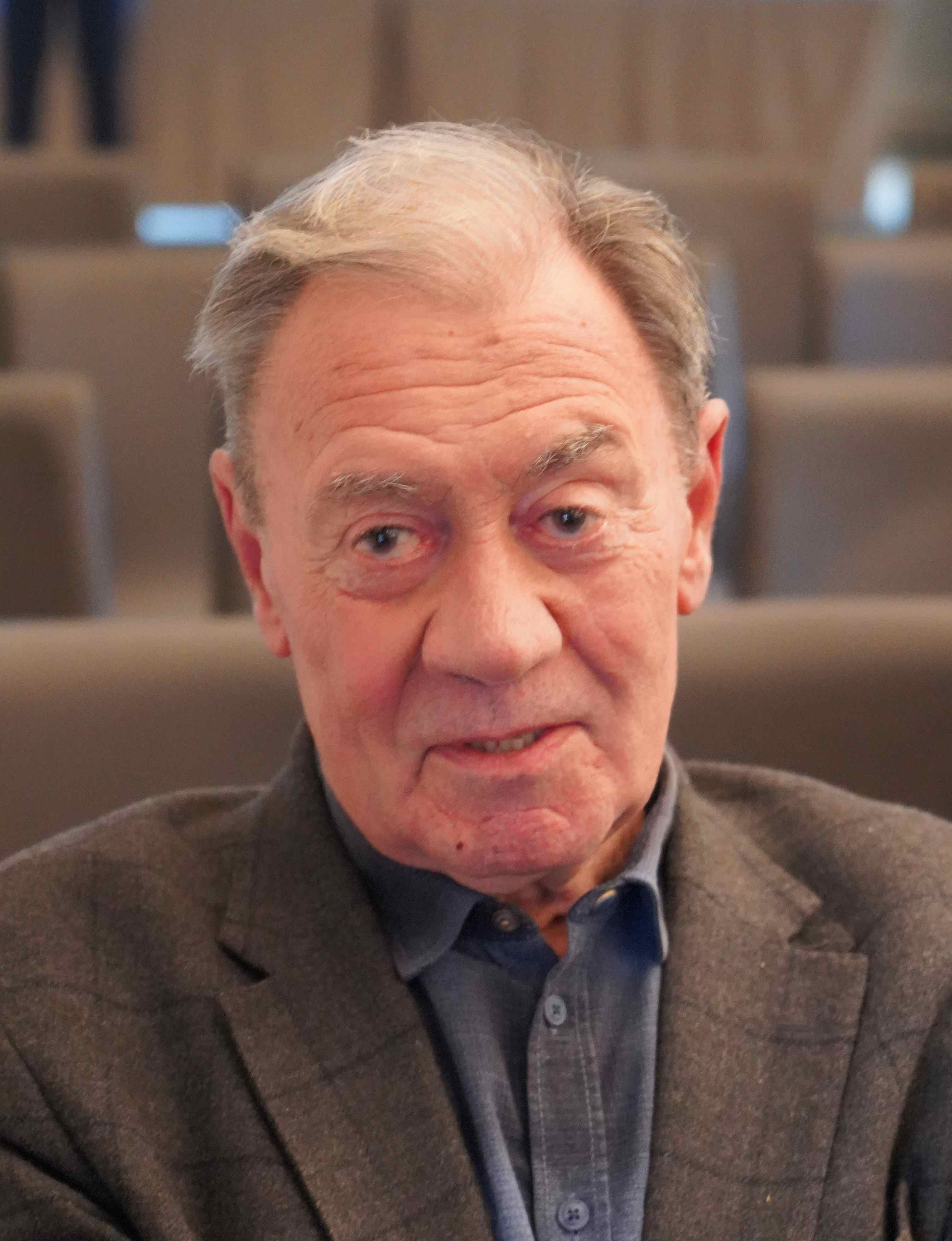
Roland Duhamel

Roland Hendrik Richard Nestor Duhamel (Roeselare, 28 februari 1943) is een Belgische literatuurwetenschapper, voornamelijk werkzaam op het gebied van de Duitse literatuur, waarbij hij meer dan gewone aandacht besteedt aan Oostenrijkse auteurs, cultuurfilosoof, didacticus Duits en voorvechter van het Duits.

## Opleiding
Duhamel volgde de Latijns-Griekse humaniora aan het Onze-Lieve-Vrouwecollege van Oostende en studeerde Germaanse talen aan de Universiteit Gent. Hij sloot die studie in 1964 af met een licentieverhandeling over Arthur Schnitzler. Daarna studeerde hij onder meer filosofische vakken aan de Katholieke Universiteit Leuven (1968–1969) en (met een navorsingsbeurs van de de:Alexander-von-Humboldt-Stiftung) semiotiek en informatietheorie aan de Universiteit van Stuttgart (1974–1975). In 1972 promoveerde hij (via een NFWO-mandaat) aan de Universiteit Gent op een proefschrift getiteld Nietzsches Artistenmetaphysik (later uitgegeven als Duhamel 1979).

## Loopbaan
Na leeropdrachten aan enkele hogescholen werd Duhamel in 1975 benoemd tot docent aan de Universitaire Instelling Antwerpen (UIA). In 1985 werd hij hoogleraar aan de UIA en aan de Universitaire Faculteiten Sint-Ignatius Antwerpen (UFSIA) en in 1990 werd hij bevorderd tot gewoon hoogleraar. Zijn leeropdrachten waren Duitse letterkunde en didactiek Duits als vreemde taal. In 1991 richtte hij aan de UFSIA het Oostenrijk-Centrum op, dat nog steeds bestaat (nu aan de Universiteit Antwerpen). In 2008 werd hij emeritus hoogleraar.
Van 1977 tot 2012 was hij voorzitter van de Belgischer Germanisten- und Deutschlehrerverband; hij is nog steeds erevoorzitter. Met de morele steun van de Duitse ambassade stichtte hij in 1990 de Stiftung zur Förderung von Deutsch als Fremdsprache in Belgien en hij leidde die vereniging tot 2015.
Vanaf 2006 tot nu (2023) is hij voorzitter van de Wissenschaftlicher Beirat (wetenschappelijke commissie) van de Verein Deutsche Sprache (Kamen). Vanaf 2015 is hij bovendien tweede voorzitter van deze vereniging.
Sedert 2019 tot nu (2023) zetelt hij in de jury van de Stiftungspreis Wilhelm Busch (Kamen), sinds 2022 als voorzitter.

## Werk

### Als literatuurwetenschapper en cultuurfilosoof
Duhamels intensieve studie van hermeneutiek, semiotiek en informatietheorie leverde de theoretische basis voor zijn interpretatiemethode alsook voor zijn concept metaliteratuur, dat hij definieert als de over zichzelf reflecterende literatuur (Duhamel 2018). Volgens hem zijn het immers niet altijd de biografische of historische omstandigheden, noch de grote academische esthetica’s, die tot een beter begrip van de literaire tekst bij kunnen dragen. Vaak integreert een auteur zijn esthetische zelfbezinning en positiebepaling in zijn fictie, en op die manier baant zijn tekst zelf de weg naar het interpretatiewerk en overschrijdt hij de grenzen tussen kunst en wetenschap. 
Met gebruikmaking van deze "metaliteratuur" tracht Duhamel zijn vele tekstinterpretaties (van Goethe tot heden) tot stappen binnen grotere cultuurfilosofische bewegingen uit te bouwen. Ook zijn cultuurfilosofische opstellen sensu stricto, bijvoorbeeld over Nietzsche (Duhamel 1994a) of over definitie en geschiedenis van het nihilisme (Duhamel 2006) zijn nog schatplichtig aan zijn vroegere inzichten in de aard van teken- en bewustzijnsprocessen. Dit geldt eveneens voor zijn bijdragen rond realisme en waarheid van literatuur (Duhamel 1992).

### Als didacticus en voorvechter van het Duits
Op twee manieren is Duhamel actief als voorvechter van het Duits.
Als taaldidacticus heeft hij een handboek over vakdidactiek Duits gepubliceerd (Duhamel & Fernand 1984), alsook een aantal didactisch-technische artikelen. Maar hij is toch vooral bekend om zijn niet-aflatende pleidooien voor het Duits als schoolvak. Met het onderwijs van het Duits in België, en bijna overal, gaat het volgens hem overigens bergaf.
Hij begrijpt niet dat zelfs na de Brexit het Duits, de meest gesproken moedertaal in de EU en bovendien één van de drie procedurele talen, precies mede door toedoen van de Duitstaligen steeds weer naar de achtergrond wordt verdrongen (Duhamel 2021).
Bij de VDS vindt hij gehoor voor zijn afkeer van wat hij het "angelsächsischer Sprachimperialismus" noemt (Duhamel 1994b; Duhamel 1999), van de Duitse genderrage en van het Denglisch (een Duits porte-manteauwoord bestaande uit de D van Duits en englisch), het denotationele en connotationele equivalent van het Nederlandse steenkolenengels.

## Privé
Duhamel is gehuwd met Marie Ballon, met wie hij twee kinderen heeft. Hij speelt graag klassieke piano.

## Onderscheidingen
- 1990 Orde van Verdienste van de Bondsrepubliek Duitsland 1ste klas
- 2002 Das österreichisches Ehrenkreuz für Wissenschaft und Kunst